# Supercupa României 2022
La Supercupa României 2022 è stata la 24ª edizione della Supercoppa rumena, che si è disputata il 9 luglio 2022 allo Stadionul Francisc von Neuman di Arad tra il CFR Cluj, vincitore del campionato e il Sepsi, vincitore della coppa nazionale. Il Sepsi ha conquistato il trofeo per la prima volta nella sua storia.

## Le squadre
| Squadre  | Qualificazione                          | Partecipazioni precedenti (il grassetto indica la vittoria) |
| -------- | --------------------------------------- | ----------------------------------------------------------- |
| CFR Cluj | Vincitore della Liga I 2021-2022        | 8 (2009, 2010, 2012, 2016, 2018, 2019, 2020, 2021)          |
| Sepsi    | Vincitore della Cupa României 2021-2022 | Esordiente                                                  |

## Tabellino
| Arbitro: | Adrian Viorel Cojocaru |

|         |           |                        |
| Păun 2’ | Marcatori | 45+3’ Matei 85’ Rondón |